# Огаста (округ, Вірджинія)
Шаблон:StateAbbr_ 38°12′00″ пн. ш. 79°07′00″ зх. д. / 38.2° пн. ш. 79.1167° зх. д.
Округ Огаста (англ. Augusta County) — округ (графство) у штаті Вірджинія, США. Ідентифікатор округу 51015.

## Історія
Округ утворений 1738 року.

## Демографія
За даними перепису 2000 року загальне населення округу становило 65615 осіб, зокрема міського населення було 14547, а сільського — 51068. Серед мешканців округу чоловіків було 32995, а жінок — 32620. В окрузі було 24818 домогосподарств, 18903 родин, які мешкали в 26738 будинках. Середній розмір родини становив 2,94.
Віковий розподіл населення поданий у таблиці:
| Стать    | До 15 років | 15-21 | 22-29 | 30-39 | 40-49 | 50-65 | 65-85 | Понад 85 |
| -------- | ----------- | ----- | ----- | ----- | ----- | ----- | ----- | -------- |
| Чоловіки | 6526        | 2926  | 2871  | 5255  | 5696  | 6049  | 3428  | 244      |
| Жінки    | 6248        | 2597  | 2554  | 4928  | 5432  | 6104  | 4145  | 612      |

## Суміжні округи
- Стонтон — анклав
- Вейнсборо — анклав
- Пендлтон, Західна Вірджинія — північ
- Рокінгем — північний схід
- Албемарл — схід
- Нелсон — південний схід
- Рокбридж — південний захід
- Бат — захід
- Гайленд — північний захід

## Виноски
1. ↑  U.S. Decennial Census. United States Census Bureau. Архів оригіналу за 26 квітня 2015. Процитовано 31 грудня 2013.
2. ↑  Historical Census Browser. University of Virginia Library. Архів оригіналу за 11 серпня 2012. Процитовано 31 грудня 2013.
3. ↑  Population of Counties by Decennial Census: 1900 to 1990. United States Census Bureau. Процитовано 31 грудня 2013.
4. ↑  Census 2000 PHC-T-4. Ranking Tables for Counties: 1990 and 2000 (PDF). United States Census Bureau. Процитовано 31 грудня 2013.
5. ↑  State & County QuickFacts. United States Census Bureau. Архів оригіналу за 7 червня 2011. Процитовано 31 грудня 2013.(англ.) Наведено за англійською вікіпедією.
6. ↑  American FactFinder. Бюро перепису населення США. Архів оригіналу за 26 лютого 2012. Процитовано 31 січня 2008.

| США | Це незавершена стаття з географії США. Ви можете допомогти проєкту, виправивши або дописавши її. |